# Circuito Guadiana
El Circuito Guadiana es una prueba ciclista de Categoría amateur que se celebra en España alrededor del río Guadiana con inicio, varios pasos y final en Don Benito (provincia de Badajoz).
Esta prueba forma parte de la Copa de España de Ciclismo.

## Palmarés
| Año  | Ganador                  | Segundo                 | Tercero                  |
| ---- | ------------------------ | ----------------------- | ------------------------ |
| 2005 | Francisco José Terciado  | David Rodríguez         | Diego Rodríguez Campos   |
| 2006 | Fabio Gela               | Ivan Alberdi            | David Cristiano          |
| 2007 | Pedro José Vera          | José Antonio Rodríguez  | Sergio Casanova          |
| 2008 | Rafael Valls             | David Vitoria           | Antonio Olmo Menacho     |
| 2009 | Daniel Ania              | Jorge Martín Montenegro | Ángel S. Sánchez         |
| 2010 | Vicente García de Mateos | Salvador Guardiola      | Raúl Alarcón             |
| 2011 | Vicente García de Mateos | Jesús Ezquerra          | Francesco Moreno         |
| 2012 | Rubén Fernández          | Andrés Sánchez          | Fernando Reche           |
| 2013 | Vadim Zhuravlev          | Daniel Sánchez          | Imanol Estévez           |
| 2014 | Andrés Sánchez           | Antton Ibarguren        | Vadim Zhuravlev          |
| 2015 | Antonio Angulo           | Egoitz Fernández        | Daniel Sánchez           |
| 2016 | Egoitz Fernández         | Jon Irisarri            | Miguel Ángel Ballesteros |
| 2017 | Gonzalo Serrano          | Alexander Grigoriev     | Antonio Soto             |
| 2018 | Savva Novikov            | Urko Berrade            | Gerard Armillas          |
| 2019 | Gerard Armillas          | Ángel Fuentes           | Joel Nicolau             |
| 2020 | Mauricio Moreira         | Alex Martín             | Jordi López              |
| 2021 | Rodrigo Álvarez          | Thomas Silva            | Joan Martí Bennassar     |
| 2022 | Gleb Syritsa             | Andrea Pietrobon        | Charles Beake            |
| 2023 | Ilia Shchegolkov         | Ricardo Zurita          | Sergi Darder             |
| 2024 | Vojtěch Kmínek           | Javier Ibáñez           | Francesc Bennassar       |
| 2025 | José María Martín        | César Pérez             | Fabricio Crozzolo        |

## Palmarés por países
| País            | Victorias |
| --------------- | --------- |
| España          | 15        |
| Rusia           | 4         |
| Uruguay         | 1         |
| República Checa | 1         |